# 新庄町 (奈良縣)
新庄町（日语：／ Shinjō chō */?）為過去日本奈良縣轄下的行政區劃。已於2004年10月1日與相鄰的當麻町合併為葛城市。

## 歷史
轄區過去在令制國時代屬於大和國，北部區域屬於葛下郡，南部的區域屬於忍海郡，在11世紀後曾經由布施氏所支配直到16世紀豐臣秀吉時代。
江戶時代後，此地多屬大和新庄藩（後來更名為櫛羅藩）的領地，此外也有少部分區域屬於郡山藩、壬生藩和旗本領。19世紀末明治維新後，這些區域曾先後隸屬奈良縣、郡山縣、壬生縣、櫛羅縣、堺縣、大阪府，最後在1887年奈良縣重新恢復設立後，才再次隸屬於奈良縣。
1889年日本實施町村制，新庄町的轄區在當時分屬：新庄村、忍海村共兩個行政區劃。新庄村先在1923年升格為新庄町，而後在1956年將忍海村併入。
2004年新庄町和北側的當麻町合併為葛城市。

### 變遷表
| 1897年4月1日 | 1897年 - 1912年 | 1912年 - 1944年            | 1945年 - 1954年            | 1955年 - 1989年            | 1955年 - 1989年           | 1989年 - 現在              | 現在                       |
| ------------ | --------------- | -------------------------- | -------------------------- | -------------------------- | ------------------------- | -------------------------- | -------------------------- |
| 新庄村       | 新庄村          | 1923年8月31日 改制為新庄町 | 1923年8月31日 改制為新庄町 | 1923年8月31日 改制為新庄町 | 新庄町                    | 2004年10月1日 合併為葛城市 | 2004年10月1日 合併為葛城市 |
| 忍海村       | 忍海村          | 忍海村                     | 忍海村                     | 1956年5月3日 併入新庄町    | 新庄町                    | 2004年10月1日 合併為葛城市 | 2004年10月1日 合併為葛城市 |
| 磐城村       | 磐城村          | 磐城村                     | 磐城村                     | 1956年4月1日 合併為當麻村  | 1966年4月1日 改制為當麻町 | 2004年10月1日 合併為葛城市 | 2004年10月1日 合併為葛城市 |
| 當麻村       |                 |                            |                            | 1956年4月1日 合併為當麻村  | 1966年4月1日 改制為當麻町 | 2004年10月1日 合併為葛城市 | 2004年10月1日 合併為葛城市 |

## 交通

### 鐵道路線
- 西日本旅客鐵道（JR西日本）
  - 和歌山線：（←大和高田市） - 大和新庄站 - （御所市 →）
- 近畿日本鐵道（近鐵）
  - 御所線：（當麻町） - 近鐵新庄站 - 忍海站 - （御所市）

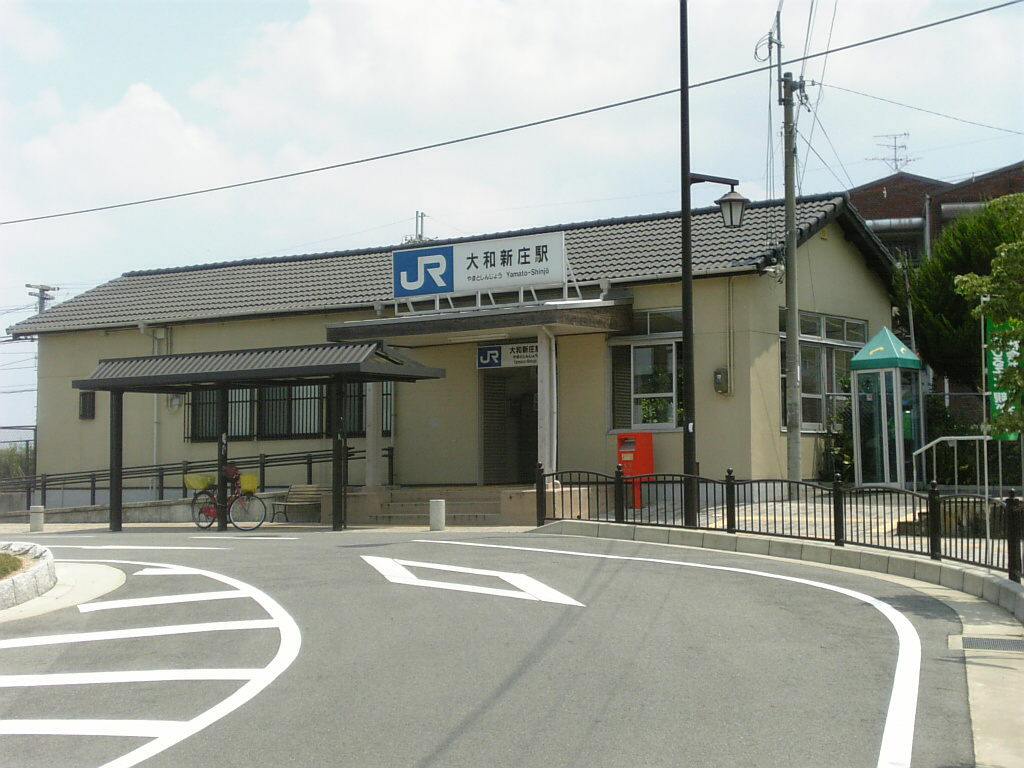
大和新庄車站
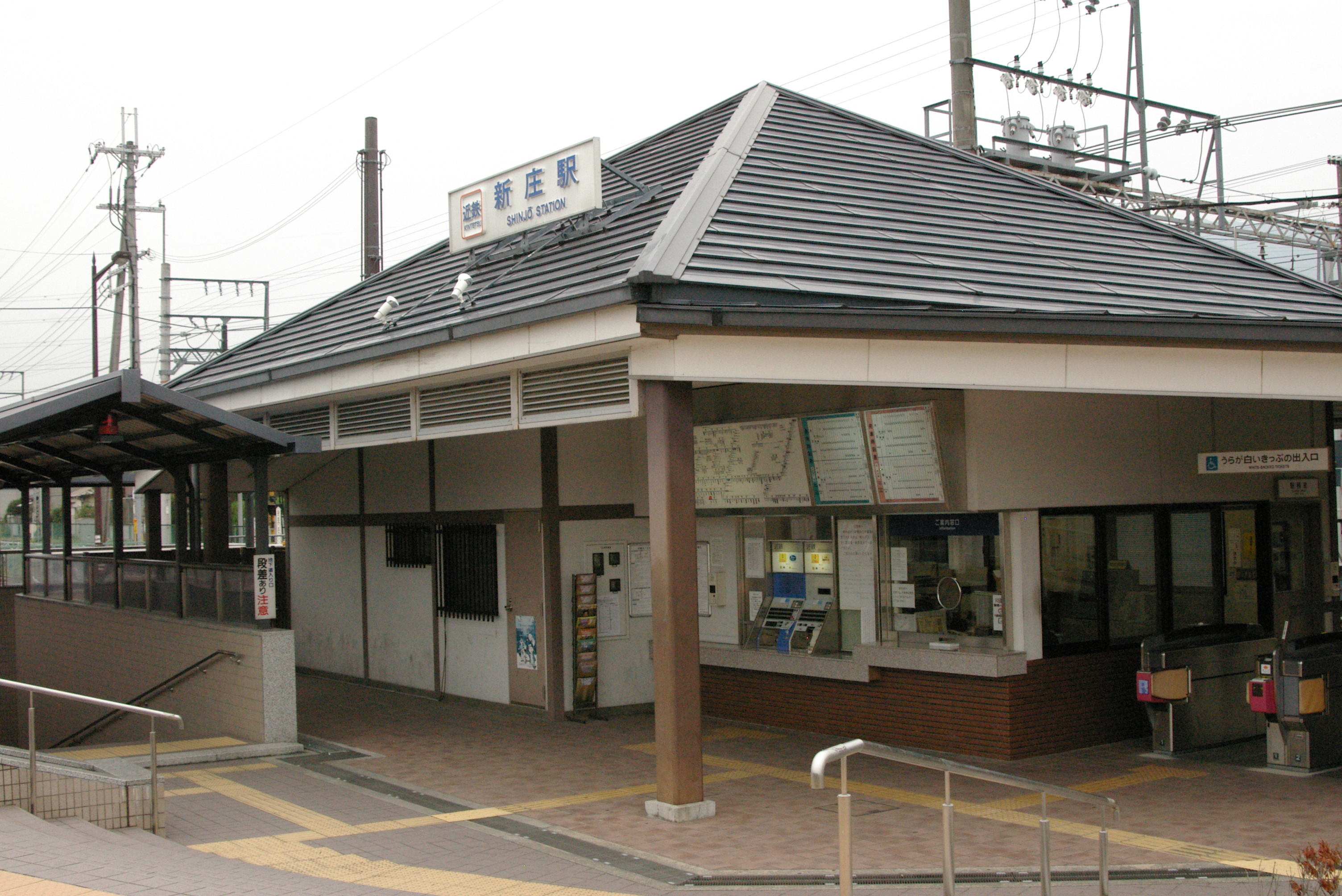
近鐵新庄車站
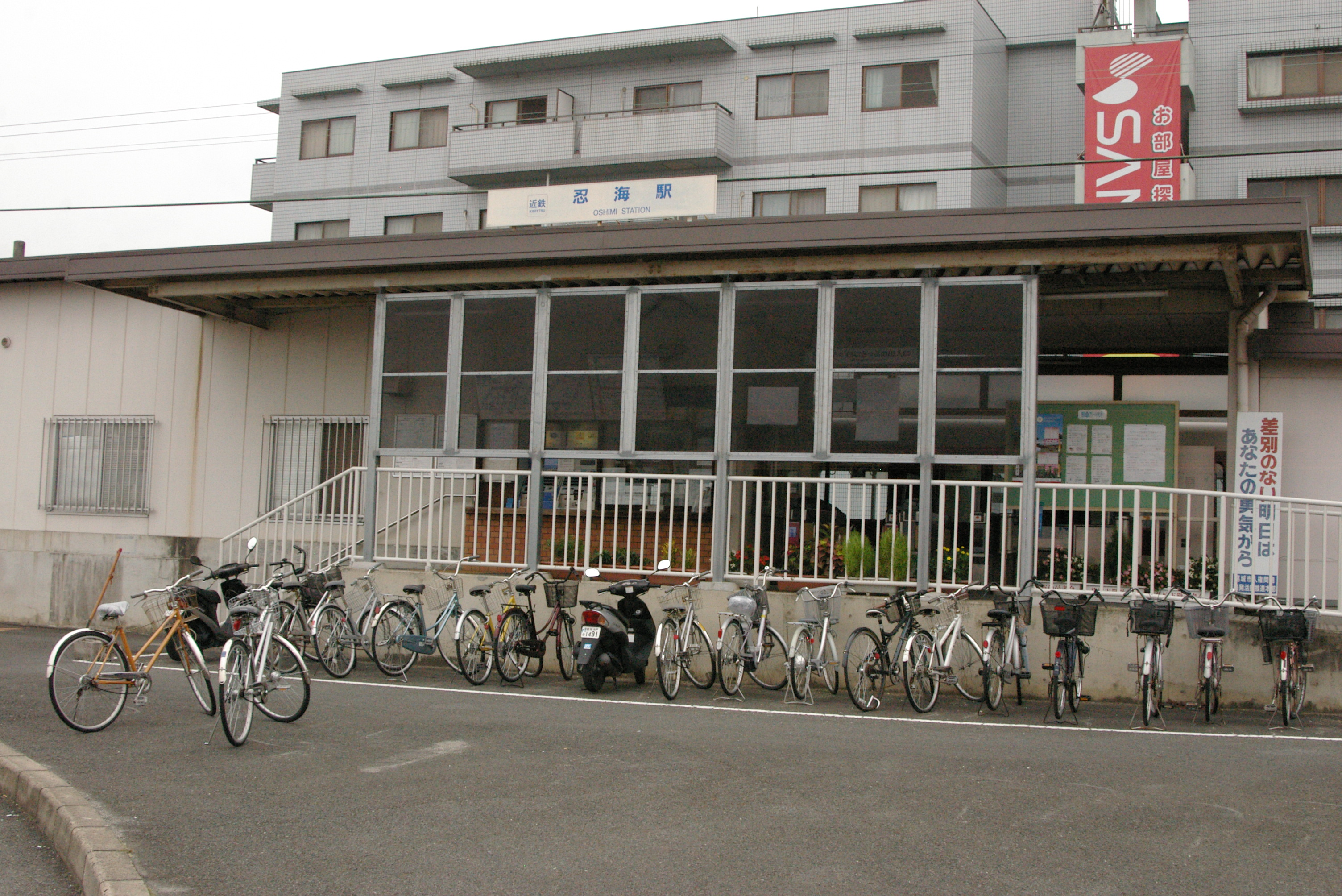
忍海車站

## 姊妹、友好都市

### 國內
- 新市（山形縣）
- 新村（岡山縣真庭郡）

## 外部連結
- 新町・當麻町合併協議会會議